# Ел Собранте
Ел Собранте (El Sobrante) е населено място в окръг Контра Коста, в района на залива на Сан Франциско, щата Калифорния, Съединените американски щати.
Има население от 12 260 души (2000) и е с обща площ от 8 кв. км (3,1 кв. мили).